# Johan Hallberg
Johan Hallberg (18 ottobre 1891 – 17 aprile 1967) è stato un calciatore norvegese, di ruolo centrocampista.

## Carriera

### Club
Hallberg giocò con la maglia del Larvik Turn.

### Nazionale
Conta una presenza per la Norvegia. Il 14 settembre 1913, infatti, fu in campo nel pareggio per 1-1 contro la Russia.